# Colloqui di Ratisbona (1546)
I colloqui di Ratisbona sono gli storici colloqui tra cattolici e protestanti che si sono svolti nel 1546, nella città bavarese di Ratisbona, successivi al fallimento dei precedenti incontri del 1541.

## Colloqui
Il colloquio di Regensburg del 1546 fu un diversivo dell'imperatore Carlo V, per distogliere i protestanti dai suoi preparativi di guerra per schiacciare la riforma protestante.
Il colloquio ha avuto luogo dal 27 gennaio al 10 marzo 1546 in anticipo rispetto al Reichstag (aperto alla fine di giugno) di Ratisbona del 1546. Fu convocato dall'imperatore in relazione al concilio di Trento convocato dal papa Paolo III dal marzo 1545 per negoziare sulla controversa questione tra cattolici e protestanti, la dottrina della giustificazione. La questione era già stata già discussa in diverse dispute religiose inconcludenti, così che l'imperatore poteva supporre che non si sarebbe venuto ad un accordo neanche questa volta.
Come previsto, la discussione fu inconcludente, poiché non si trattava dell'oggetto effettivo della controversia ma di non essere d'accordo su questioni procedurali, come premeva all'imperatore. Carlo V, la cui posizione di potere nell'Impero era migliorata in conseguenza della Pace di Crépy con la Francia, e di una tregua temporanea nella guerra contro gli Ottomani, aveva già preparato in segreto la guerra di Smalcalda, con la quale ha forzatamente respinto la riforma nell'Impero.

## Personalità coinvolte
Nei colloqui furono coinvolte le seguenti personalità:
- come presidente, il conte Federico II di Fürstenberg (1496-1559) e il vescovo di Eichstätt Moritz von Hutten (1503-1552), successivamente Julius von Pflug (1499–1564);
- per i protestanti, come segretario auditore Lorenz Zoch (circa 1477–1547), conte Wolrad II von Waldeck (1509–1575), Balthasar von Gültingen (circa 1500–1563), Georg Volkamer (1497–1554)  di Norimberga;
- per i cattolici, come segretario auditore il Consigliere reale Vicecancelliere Georg von Loxau (Loxanus, Logschau, Lokschan) († 1554) dalla Boemia, ufficiale giudiziario e contabile Georg von Ilsung zu Trutzburg (1510–1580) da Augusta, canonico e giudice federale Dr. Kaspar von Kaltenthal († 1552) da Augusta, successivamente Dr. Bartholomaeus Latomus (1485–1570);
- come disputanti protestanti Martin Bucèro (1491-1551), Erhard Schnepf (1495-1558), Johann Brenz (1499-1570) e Georg Major (1502-1574);
- come disputanti cattolici Pedro de Malvenda († nach 1551/52), Eberhard Billick (1499–1557), Johannes Hoffmeister  (1509/10–1547), Johann Cochlaeus (1479–1552);
- come coadiuvanti protestanti Johannes Pistorius (1504–1583), Martin Frecht (1494–1556), successivamente Veit Dietrich (1506–1549)
- e come coadiuvanti cattolici Ambrosius Pelargus (circa 1493/94–1561) e Nikolaus Blanckaert (Alexander Candidus) († 1555).

Il 18 febbraio 1546, durante la disputa religiosa, morì Martin Lutero. Venne così a mancare ai protestanti il loro leader teologico.

### Fonti primarie
- Wolf Dieter Hauschild: Lehrbuch der Kirchen- und Dogmengeschichte. Band 2: Reformation und Neuzeit. 3. Aufl. Gütersloher Verlags-Haus, Gütersloh 2005, ISBN 3-579-00094-2, S. 149.
- Otto Scheib: Die innerchristlichen Religionsgespräche im Abendland. Regionale Verbreitung, institutionelle Gestalt, theologische Themen, kirchenpolitische Funktion. Mit besonderer Berücksichtigung des konfessionellen Zeitalters (1517 - 1689). Harrassowitz, Wiesbaden 2009, ISBN 978-3-447-06133-9, (Wolfenbütteler Forschungen Bd. 122), S. 196 f.
- Lothar Vogel: Das zweite Regensburger Religionsgespräch von 1546. Politik und Theologie zwischen Konsensdruck und Selbstbehauptung. Gütersloh 2009

#### Atti
- Acta Reformationis Catholicae Ecclesiam Germaniae concernentia saeculi XVI, vol. VI. Regensburg, a cura di Georg PFEILSCHIFTER. Regensburg, Pustet, 1974, pp. 21–88 (edizione moderna del Libro di Ratisbona nel suo stato finale).
- Conciliorum Oecumenicorum Decreta, a cura di Giuseppe ALBERIGO et alii. Bologna, Edizioni Dehoniane, 1991 (edizione bilingue).
- Concilium Tridentinum : diarorum, actorum, epistularum, tractatuum nova collectio, T. IV: concilii tridentini actorum pars prima. Monumenta concilium praecedentia. Trium priorum sessionum acta, a cura di Stephan EHSES, Freiburg i.B., Herder, 1904.
- Concilium Tridentinum : diarorum, actorum, epistularum, tractatuum nova collectio, T. XII: concilii tridentini tractatuum pars prior. Complectens tractatus a Leonis X temporibus usque ad translationem concilii conscriptos, a cura di Vinzenz SCHWEITZER, Freiburg i.B., Herder, 1930.

#### Cronache
- Leonhart WIDMANN. Chronik von Regensburg (1511-43;1552-55), in: Die Chroniken der baierischen Städte. Regensburg-Landshut-Mühldorf-München, Leipzig, Verlag von S. Hirzel, 1878. Ristampa moderna sotto il titolo de: Die Chroniken der deutschen Städte vom 14. bis 16. Jahrhundert / hrsg. durch die Historische Kommission bei der Bayerischen Akademie der Wissenschaften,Vol. XV: Die Chroniken der baierischen Städte. Regensburg- Landshut-Mühldorf-München, Göttingen, Vandenhoeck & Ruprecht, 1967.

### Fonti secondarie
- Karl Brandi, Carlo V. Torino, Einaudi, 2001 (1937). ISBN 88-06-15725-6.
- Michele CASSESE. Augusta 1530: il dibattito Luterano-Cattolico. La Confessione Augustana e la Confutazione Pontificia. Milano, Libera Facoltà Biblica Internazionale, 1981.
- Jens-Dietmar COLDITZ. Die Regensburger Religionsgespräche - Ein vorprogrammiertes Scheitern, in: 1542-1992, 450 Jahre Evangelische Kirche in Regensburg. eine Austellung des Museen des Stadt Regensburg in Zusammenarbeit mit der Evangelisch-Lutherischen Kirche in Regensburg (15.10.1992-19.01.1993), Studio-Druck Regensburg, 1993, pp. 71–78.
- Hastings EELLS. The Origin of the Regensburg Book, Princeton Theological Review, 26,3, 1928, pp. 363–366.
- ID. The Failure of Church Unification Efforts during the German Reformation. (In memoriam Martini Buceri + 27. Februar 1551), Archiv für Reformationsgeschichte, 42, 1951, pp. 160–174.
- Pierre FRAENKEL. Les Protestants et le problème de la transubstantiation au Colloque de Ratisbonne: documents et arguments du 5 au 10 mai 1541, Oecumenica, 3, 1968, pp. 70–115.
- André Gounelle, La cène. Sacrement de la division, Paris, Les bergers et les mages, 1996. ISBN 2-85304-124-7.
- Erwin Iserloh, Josef Glazik, Hubert Jedin, Riforma e controriforma. Crisi - Consolidamento - Diffusione missionaria (XVI-XVII sec.). Storia della Chiesa, vol. VI, Milano, Jaca Book, 1975.
- Hubert Jedin, Storia del concilio di Trento. Vol. I : la Lotta per il concilio, Brescia, Morcelliana, 1973. ISBN 88-372-0672-0.
- George Dunbar Kilpatrick, The Eucharist in Bible and Liturgy.(The Moorhouse Lectures 1975), Cambridge, Cambridge University Press, 1983.ISBN 0-521-24675-X.
- Heiko A. Oberman, Via Antiqua e Via moderna: preambolo tardo medievale alle origini teoriche della Riforma,in : Sopra la volta del mondo. Onnipotenza e potenza assoluta di Dio tra Medioevo e Età moderna, a cura di Angela Vettese. Bergamo, P. Lubrina, 1986, pp. 57–77. ISBN 88-7766-007-4.
- Ludwig von Pastor, Die kirchlichen Reunionsbestrebungen während des Regierung Karls V, aus den Quellen dargestellet. Freiburg i. B., Herder, 1879.
- ID. Storia dei papi dalla fine del Medio Evo. Volume V : Paolo III (1534-1549). Roma, Desclée, 1924 (1909).
- Bernard M.G. Reardon, Il pensiero religioso della Riforma. Roma-Bari, Laterza, 1984. ISBN 88-420-2373-6.
- William Royall Tyler, The Emperor Charles the Fifth. London, George Allen and Unwin, 1956.
- Gerhard Ritter, La formazione dell'Europa moderna. Bari, Laterza, 1964 (1950).
- Henry Strohl, La pensée de la Réforme, Neuchâtel-Paris, Delachaux et Niestlé, 1951.